# 博利厄宫

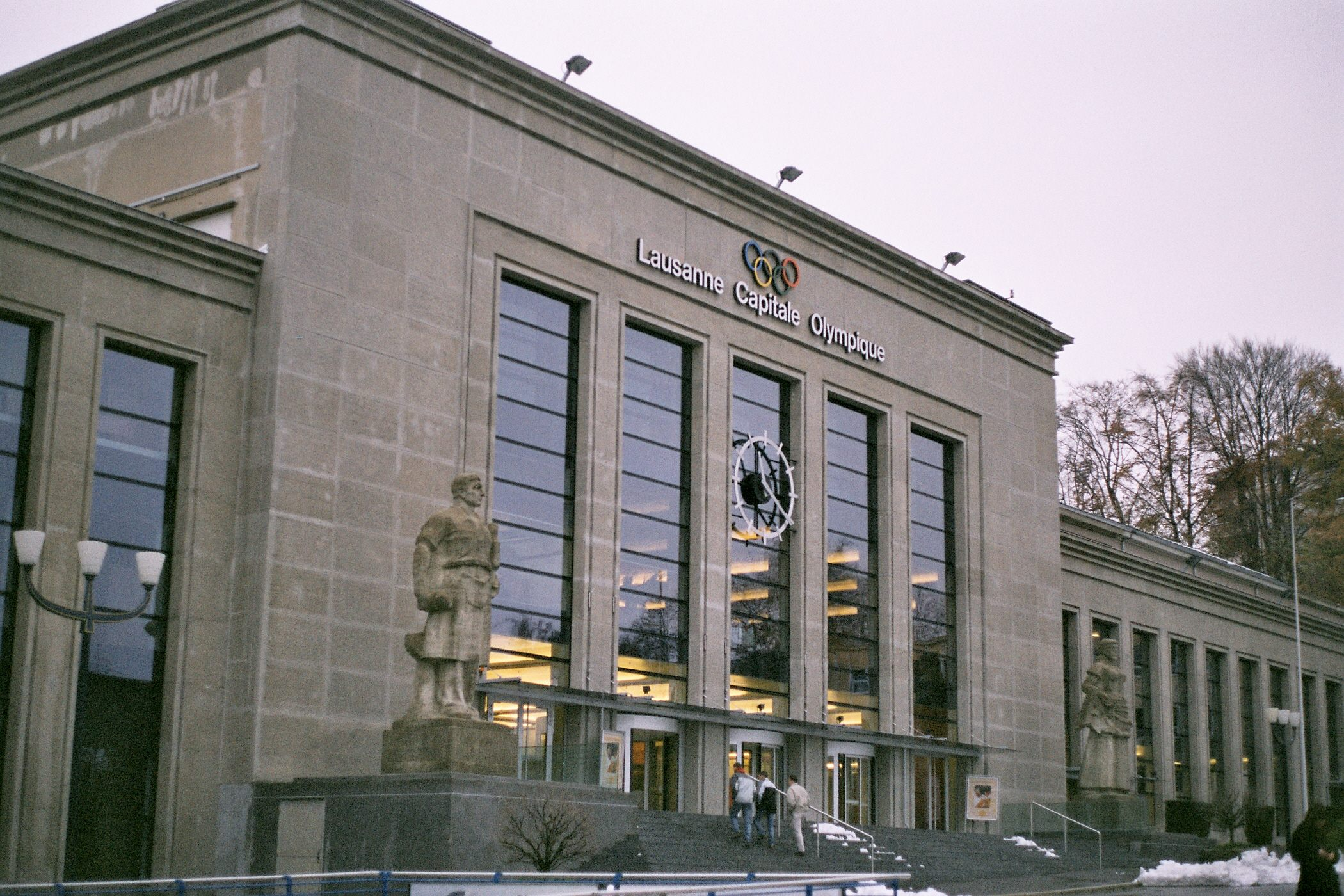
博利厄宫

博利厄宫（Palais de Beaulieu）是一个会议中心，位于瑞士洛桑。
该中心包括博利厄剧院，供音乐、舞蹈和戏剧演出，曾举办1989年欧洲歌唱大赛。博利厄剧院拥有超过1800个座位，是瑞士最大的影院。
2015年，瑞士科技会展中心在洛桑大学区开幕后，博利厄的业主和管理者决定减少会议活动，专注于贸易展览会。